# Acontia yemenensis
Acontia yemenensis là một loài bướm đêm trong họ Noctuidae.